# Exephanes tauricus
Exephanes tauricus är en stekelart som beskrevs av Hinz 2000. Exephanes tauricus ingår i släktet Exephanes och familjen brokparasitsteklar. Inga underarter finns listade i Catalogue of Life.